# 宗教法人
宗教法人（しゅうきょうほうじん）は、宗教者と信者で構成される、法人格を取得した宗教団体の事である。
持分が全くなく、営利（剰余金配当、残余財産分配を出すこと）を目的としない非営利団体（収支相償）で、文部科学大臣もしくは知事が所轄庁である広義の公益法人の一つ。
また、境内地などは公共施設でもあり、さらには社会的慣習、儀式及び祭礼行事を始めとして、口承による伝承及び表現や庭園、建築物、芸能、自然及び万物に関する知識及び慣習、伝統工芸技術などの分野において国際連合教育科学文化機関（ユネスコ）の無形文化遺産や世界遺産、文化遺産などへ該当したり、加えて日本国の文化財保護法に示される数々の文化財や、その上に経済産業大臣指定伝統的工芸品等も数多く承継したり、宗教法人法第18条では法規に反しない範囲で宗教上の規約、規律、慣習及び伝統を十分に考慮するよう求められている団体でもある。
税法上の扱いは公益法人等（法人税法 別表第二）。公益法人等の範疇に置かれる根拠のひとつとして「超自然的なものへの信仰があり、それを信じる者が『信者』になり、信者の心の拠り所になるということで、公益性が認められる」（第134回通常国会における文化庁長官答弁）が挙げられる。

## 概説

### 法人格の付与
宗教法人法（昭和26年4月3日法律第126号）（民法第33条に基づく特別法）にもとづいて、宗教団体に附与される。宗教団体に法人格を与える目的を、この法律では、「宗教団体が、礼拝の施設その他の財産を所有し、これを維持運用し、その他の目的達成のための業務及び事業を運営することに資するため、宗教団体に法律上の能力を与えること」（法第1条第1項）と規定する。また「礼拝の施設その他の財産を所有し、これを維持運用し、その他の目的達成のための業務及び事業を運営すること」を「事務処理」といい、その処理経過を記載する帳簿を「事務処理簿」という。
なお、宗教法人となったからといって、宗教団体としての格が上がるというわけではなく、不動産等を所有する権利主体になれるだけである。また、法人格を取得していなくとも、宗教団体として宗教活動を行うことは自由である。言い換えれば、日本国内に存在する宗教活動グループの全てが法人格を有するとは限らず、宗教法人法によって付与される権利、及び課せられる義務・制約を持つとも限らない。
宗教法人は設立に際して、法人の定款に類する根本規則として「規則」を作成し、その規則について所轄庁の認証を受けることを必要とし（法第12条第1項）、認証申請の少なくとも1か月前に、信者その他の利害関係人に対し、規則の案の要旨を示して、宗教法人を設立しようとする旨を公告しなければならない（法第12条第3項）。
所轄庁による規則の認証書の交付を受けた日から2週間以内に、以下の事項について登記し（法第52条）、宗教法人の成立後は、遅滞なく、登記事項証明書を添えて、その旨を所轄庁に届け出ることを要する（法第9条）。
- 目的（公益事業や公益事業以外の事業を行う場合には、その事業の種類を含む）
- 名称
- 事務所の所在場所
- 当該宗教法人を包括する宗教団体がある場合には、その名称及び宗教法人非宗教法人の別
- 基本財産がある場合には、その総額
- 代表権を有する者の氏名、住所及び資格
- 規則で境内建物若しくは境内地である不動産又は財産目録に掲げる宝物に係る、財産処分等の公告に関する事項を定めた場合には、その事項
- 規則で解散の事由を定めた場合には、その事由
- 公告の方法

宗教法人法では宗教法人に対して名称に特定の文字を含めることを義務付ける規定を設けていない。そのため、正式名称に「宗教法人」の文字が入っていないケースもある。
所轄庁は、新規の設立認証申請、規則の変更認証申請いずれにおいても、可否の決定を申請の受理から3か月以内に行わなければならない（法第14条4項）。

### 単位宗教法人と包括宗教法人
宗教法人には、単位宗教法人（たんいしゅうきょうほうじん）と包括宗教法人（ほうかつしゅうきょうほうじん）がある。
さらに単位宗教法人は、被包括宗教法人（ひほうかつしゅうきょうほうじん）と単立宗教法人（たんりつしゅうきょうほうじん）に分類される。
単位宗教法人とは神社、寺院、教会のような境内建物（法第3条）を有する宗教法人であり、法第2条第1号に該当する団体である。包括宗教法人は単位宗教法人あるいは非法人の単位宗教団体を包括する宗教法人であり、法第2条第2号に該当する。例えば、仏教では宗派（宗団）が包括宗教法人に、末寺が被包括宗教法人にあたる。
また、単位宗教法人のうち、包括宗教法人もしくは非法人の包括宗教団体の傘下にあるものを被包括宗教法人といい、そうではないものを単立宗教法人という。被包括宗教法人が規則の変更手続きによって、包括宗教法人から独立して（被包括関係を解消して）単立宗教法人となることもでき（法第26条第1項）、その場合、包括宗教法人はその独立を妨害してはならない（法第78条）。

### 所轄する官庁
宗教法人の所轄庁は、その主たる事務所を所管する都道府県知事とされるが、以下については文部科学大臣の所轄となる（法第5条）。ただし、文部科学省は国としての宗教法人政策実務を担当する部署を直下に持たず、文化庁宗務課がそれを担う（文部科学省設置法第19条）。
- 他の都道府県内に境内建物を備える宗教法人
- 上記の宗教法人を包括する宗教法人
- 他の都道府県内にある宗教法人を包括する宗教法人

### 事業活動
宗教法人は、公益事業を行うことができ（法第6条第1項）、ほとんどの場合、寺社や教会といった宗教施設を有する。法人によっては、淀川キリスト教病院（在日本南プレスビテリアンミッション）といった病院や神宮幼稚園（伊勢神宮）のような学校、鞍馬山鋼索鉄道（鞍馬寺）といった鉄道も運営している場合がある。
また、その目的に反しない限り、公益事業以外の事業をも行うことができる（法第6条第2項）。もっとも、収益が生じたときは、自己又は関係のある宗教法人若しくは公益事業のために使用しなければならない。

### 宗教法人の役員
宗教法人には、「規則」で定めるところにより、3人以上の責任役員をおき、そのうち1人を代表役員とする（法第18条第1項）。代表役員は規則に定めがないときは、責任役員の互選によって定める（法第18条第2項）。代表役員は当該宗教法人を代表して、全事務を総理し（法第18条第3項）、「規則」で定めるところにより、宗教法人の事務を決定する（法第18条第4項）。しかし、これらの役員の法人の事務に関する権限は、宗教上の機能に対するいかなる支配権その他の権限をも含むものではない（法第18条第6項）。
つまり、代表役員は必ずしも宗教団体の主宰者である必要はなく、教団事務の責任者が代表役員を務める宗教団体（浄土真宗本願寺派、真宗大谷派、天理教など）も多い。『宗教年鑑』の文部科学大臣所轄包括宗教法人一覧には、備考欄に代表役員ではない宗教団体の主宰者の氏名が掲載されている。すなわち「法人の代表権者」と「宗教活動従事者の最上位にある者」は必ずしも同一人物にならない。
代表役員又は責任役員が死亡その他の事由で欠員が生じた場合において、速やかに後任者を選ぶことができないとき、または代表役員又は責任役員が病気その他の事由により3か月以上その職務を行うことができないときは、規則で定めるところにより、代務者を置かなければならない（法第20条第1項）。代務者は、規則で定めるところにより、代表役員又は責任役員の職務を代行する（法第20条第2項）。
代表役員は、宗教法人と利益が相反する事項については代表権を持たず、規則で定めるところにより、仮代表役員を選ばなければならない（法第21条第1項）。責任役員は、当人と特別の利害関係がある事項については議決権を持たず、規則に別段の定がなければ、議決権を有する責任役員の員数が責任役員の定数の過半数に満たないこととなったときは、規則で定めるところにより、その過半数に達するまでの員数以上の仮責任役員を選ばなければならない（法第21条第2項）。
「未成年者は宗教法人の代表役員、責任役員、代務者、仮代表役員又は仮責任役員になれない（法第22条第1項第1号）」とされており、現在は18歳以上しか代表役員、責任役員、代務者、仮代表役員又は仮責任役員になれない。また「心身の故障によりその職務を行うに当たつて必要となる認知、判断及び意思疎通を適切に行うことができない者（法第22条第1項第2号）」や「禁錮以上の刑に処せられ、その執行を終わるまで又は執行を受けることがなくなるまでの者（法第22条第1項第3号）」も、欠格事項に該当する。
他種の公益法人と異なり、宗教法人法では「現に反社会的勢力に所属している、または離脱してから一定期間が未だ経過していない」ことを役員就任の欠格事由に定めていない。この状況について、地域内に大規模な暴力団を抱える福岡県や兵庫県その他の合わせて9県が、「脱税やマネーロンダリング目的で休眠状態の宗教法人を乗っ取り、悪用する懸念がある」として宗教法人の役員資格にも暴排条項を織り込むよう内閣府に提言しているが、内閣府は「少なくとも最近10年間で実例が無く、規定を設けても実効性に乏しい」として、具体的な対応を行っていない。これに対し近畿大学の田近肇教授は「暴力団員にも信教の自由はあるが、法人役員の欠格事由に暴排規定を追加するための足かせにはならない」と主張し、暴排条項の新設は暴力団員個人としての信教の自由を侵害する理由にならないと指摘している。

### 法律的能力
- 権利能力

宗教法人は法令の規定に従い、規則で定める目的の範囲内において、権利を有し、義務を負う（法第10条）。人格権は持たないとされるが、名称権や名誉権、精神的自由権などは宗教法人が享有でき、また、財産権については権利能力を具備しているため、宗教法人が営利企業の株主、設立時の発起人になることは可能である。
- 行為能力

実行行為は自然人が行うため、その責任の所在を明確にするため、代表役員が行った行為が法人の目的の範囲内のものであれば、当該宗教法人が行ったものとみなされる。つまり、宗教法人の行為能力は規則に定める目的の範囲内に限定されることになる。
- 不法行為能力

宗教法人は、代表役員その他の代表者がその職務を行うにつき第三者に加えた損害を賠償する責任を負う（法第11条第1項）。宗教法人の目的の範囲外の行為によって第三者に損害を加えた場合は、その行為をした代表役員その他の代表者及びその事項の決議に賛成した責任役員、その代務者又は仮責任役員は、連帯してその損害を賠償する責任を負う（法第11条第2項）。

### 会計の公開
宗教法人は、規則認証や合併による設立時に財産目録を、また毎年の会計年度が終了してから3カ月以内に財産目録と収支計算書を作成しなければならない（法第25条第1項）。また、信者及びその利害関係者から当該書類の閲覧を求められた際に、要求が不当な目的を伴っているものと認められない限りは、請求を拒絶できない（法第25条第3項）。
さらに、収益事業を行っている場合や、年間の総収益が8000万円を超えている場合は、収支計算書を税務署にも提出しなければならない（租税特別措置法第68条の6）。
ただし、以下の全ての条件を満たす法人に限っては、収支計算書の作成が当面の間に限り任意となる（宗教法人法附則第23号、平成8年9月2日文部事務次官通達）。これは、収支計算書の提出義務が平成8年度の宗教法人法改正によって新設されたものであるため、法改正以前から存在する法人に配慮した経過措置としての意味合いがある。
- 平成8年9月15日以前に法人格を取得している。
- 公益事業以外の事業を何ら行っていない。
- 年間の総収益が8000万円以内である。

なお、貸借対照表の作成は全ての宗教法人において任意と扱われるが、財産目録に資産及び負債が記載されているため、実務上は財産目録で代用される。

### 宗教法人事務所への常備が義務付けられる書類等
1. 規則及び認証書類（法第25条第2項第1号）
2. 役員名簿（法第25条第2項第2号）
3. 財産目録及び収支計算書並びに貸借対照表を作成している場合の貸借対照表（法第25条第2項第3号）
4. 境内建物（財産目録に記載されているものを除く）に関する書類（法第25条第2項第4号）
5. 責任役員その他規則で定める機関の議事に関する書類及び事務処理簿（法第25条第2項第5号）
6. 事業を行う場合の関連書類（法第25条第2項第6号）

このうち、2、3、4、6については、会計年度終了から4ケ月経過するときまでに、その写本等を所轄庁に提出しなければならず（法第25条第4項）、正当な理由なくこれを怠った場合は、宗教法人の代表機関（代表役員、その代務者、仮代表役員又は清算人ら）は、10万円以下の過料に処せられる（法第88条第5項）。
所轄庁は提出された書類の取り扱いに際して、宗教法人の宗教上の特性及び慣習を尊重し、信教の自由を妨げることがないように特に留意しなければならない（法第25条第5項）。

### 報告及び質問
所轄庁は、以下に該当する場合は、宗教法人審議会の意見を聞いた上で、当該宗教法人に対し報告を求め、又は所轄庁の職員に当該宗教法人の代表役員、責任役員その他の関係者に対し質問させることができる。所轄庁の職員が質問するために当該宗教法人の施設に立ち入るときは、当該宗教法人の代表役員、責任役員その他の関係者の同意を得なければならない（法第78条2第1項）。
- 公益事業以外の事業の収益が、公益・宗教事業以外に使われている疑義がある
- 認証の取り消し事由に該当する疑義がある
- 解散命令の請求事由に該当する疑義がある

所轄庁は報告徴収・質問に際して、宗教法人の宗教上の特性及び慣習を尊重し、信教の自由を妨げることがないように特に留意しなければならない（法第78条2第4項）。また報告徴収・質問は犯罪捜査のために認められたものと解釈してはならない（法第78条2第6項）。
所轄庁が宗教法人に報告を求め、また質問した際に、当該宗教法人が報告をせず、若しくは虚偽の報告をし、また所轄庁の職員の質問に対して答弁をせず、若しくは虚偽の答弁をした場合は、宗教法人の代表機関は、10万円以下の過料に処せられる（法第88条第10項）。

### 宗教法人の解散
宗教法人は、任意に解散することができるほか（法第43条第1項）、以下の事由が発生した場合に解散する。
- 規則で定める解散事由の発生（法第43条第2項第1号）
- 合併による消滅（法第43条第2項第2号）
- 破産手続開始の決定（法第43条第2項第3号）
- 所轄庁の認証の取消し（法第43条第2項第4号）
- 裁判所の解散命令（法第43条第2項第5号）
- 包括宗教法人における被包括宗教法人の欠亡（法第43条第2項第6号）

裁判所は、以下の事由に該当する宗教法人に対し、所轄庁・利害関係人・検察官の請求または裁判所の職権に基き、解散を命ずることができる（法第81条）。
- 法令に違反し、著しく公共の福祉を害している
- 宗教団体の目的を著しく逸脱した行為をしている、または宗教団体の目的を1年以上行っていない
- 礼拝施設がない
- 代表者が1年以上いない
- 宗教法人の要件を満たさない（認証書を交付した日から1年を経過している場合）

## 宗教法人に関する統計
文化庁宗務課は『宗教年鑑』を発行しており、これは日本国内における宗教法人の動静を説明する唯一の公的機関資料である。以下のとおりの三部構成が取られている。
- 第1部「日本の宗教の概要」
- 第2部「宗教統計」
- 第3部「宗教団体一覧」

平成7年版（1995年）以降の発行分は文化庁のホームページからダウンロードできる。なお、平成26年版（2014年）以降は冊子媒体での頒布を行っておらず、ダウンロードのためのページを設定することによって公開としている。

### 統計上の分類
宗教法人は統計上、神道系・仏教系・キリスト教系・諸教に分類される。「諸教」とは、それ以外の3つに分類されないあらゆる宗教（例えば、イスラム教（宗教法人日本ムスリム協会）など）のことである。ただし、これらの分類は当該宗教法人からの届けに基づくものであり、いずれかの宗教の影響を強く受けているにもかかわらず「諸教」に分類されているものも少なくない。
- 神道系包括団体一覧
- 仏教系包括団体一覧
- キリスト教系包括団体一覧

## 問題点

### 法人に所属する宗教者の労働者性
宗教者は、「宗教上の儀式、布教等に従事する者、教師、僧職等で修行中の者、信者であって何等の給与を受けず奉仕する者等は労働基準法上の労働者ではない」を根拠とし、一般の企業の労働者と同様に労働契約に基づき賃金を受ける場合を除いては雇用保険及び労災保険のいずれからも除外される。一方で当該通達は、具体的な労働条件等を一般企業と比較し個々の事例について実情に即して判断することも求めているため、同じ法人に属する他の宗教者から儀式の執行や布教活動に関し恒常的に指揮命令を受けている場合において労働紛争が生じた際、紛争の当事者に労働者としての権利がある前提で対処すべきかが曖昧な状況となる。

### 活動実態不明の宗教法人の急増
宗教法人とは宗教法人法第2条に謳われているとおり、「宗教の教義をひろめ、儀式行事を行い、及び信者を強化育成することを主たる目的とする宗教団体へ法人格を与えたもの」であり、宗教、公益活動を団体として常時行っていることが鉄則である。さらには宗教法人法などのとおり、所轄庁等へ毎年活動実態などを報告する義務もあるが、ここ数年間、無報告や不活動な宗教法人が倍増している（2004年以降）。
中には、インターネット上で堂々と宗教法人の法人格が売買されるケースもある。
そこで、宗教行政の主管である文部科学省や文化庁は、法第81条などに基づき「不活動宗教法人」の合併や解散を進めるよう都道府県や自治体、各宗教法人へ指導しているが、地域の長い伝統風習や人情、数々な諸事情により合併や解散へは多くの困難が伴って長丁場となっている。

### 政教分離原則
政教分離原則は次の3項の禁止を定める。
- 特権付与の禁止 - 特定の宗教団体に特権を付与すること。宗教団体全てに対し他の団体と区別して特権を与えること。
- 宗教団体の「政治的権力」行使の禁止
- 国の宗教的活動の禁止 - 宗教の布教、教化、宣伝の活動、宗教上の祝典、儀式、行事など。

しかし、公明党（創価学会）、幸福実現党（幸福の科学）、統一協会、神道政治連盟（神社本庁）、日本会議（神社本庁など）、立正佼成会等、宗教団体を母体としたり、深く関与する政党・政治団体が多く存在する。
内閣法制局の見解は「憲法の政教分離の原則とは、信教の自由の保障を実質的なものとするため、国およびその機関が国権行使の場面において宗教に介入し、または関与することを排除する趣旨である。それを超えて、宗教団体が政治的活動をすることをも排除している趣旨ではない。」である。以上の公式見解のように現在、政教分離原則に抵触するのは国や地方公共団体・公的機関が宗教活動をすることであり、靖国神社参拝も公務として参拝すると違法になる。宗教団体は私設団体であり、宗教団体が政治活動をしてはいけないというものではないし、公務員ではない宗教者が政治活動に関与したり政治思想に関する発言を公の場で行なったりすることも当然ながら政教分離の問題とは何の関連性も無い。

#### 法律論
- 国会議員が寺院・神社・教会等を、公的身分で公務として参拝することは許されない。
- 逆説的に、国会議員を名乗っていてもプライベートタイムで私費で参拝している場合は法律上の問題は生じ得ない。
- また、寺院・神社・教会等の信者・信徒である国会議員を、同輩である信徒・信者が支持応援するのは「当然の権利」であり、そこに直接・間接問わず組織的圧力等が無ければ、法律上の問題はない。

### 宗教法人の課税の仕組み
まず、法人税法がいう「儲け」とは「配当金」のことであり、法人税などは、その法人の株主などへ支払われる剰余金配当（配当金）と、残余財産分配（みなし配当）に対して課税されている。
また、日本は法人擬制説の立場で税法が運用されており、配当金を受け取る個人に対して課税しているのである。一方で、法人実在説の立場では、法人自体に課税する。
しかし、税法で公益法人等に分類される宗教法人は持分が全くないため、公益事業（公益・宗教事業）以外の事業において「儲け」が出た場合には、法人税等が課税される。
このように「本来事業は剰余金配当と残余財産分配ができないから非課税、収益事業は納税義務を持つ」という構造は、宗教法人に限らず法人税法にて「公益法人等」に設定された法人全てに共通する。ゆえに、宗教法人への収益に対する課税を主張するのは、上記の法人税制の基本原則と矛盾する言い分に過ぎず、論理が破綻している。
宗教法人の収益事業で「儲け」が出た場合は、その総てを公益事業（公益・宗教事業）へ使わなければならず（法第6条第2項）、一般企業のように個人へ配当することは出来ないので、その点で軽減税率が適用されている。そして、法人収益は公益事業（公益・宗教活動・文化財の保護・伝統と慣習の承継等の本来事業）に、法規どおり使わなければいけない。
ちなみに、公益法人である宗教法人の役職員は、通常の場合給与を受けており、これは一般勤労者と同じく所得税や住民税などを課税されている。さらに、僧侶・神官等の宗教者が個人資産として、不動産・自動車等の動産を所有している場合は、相続税を始め普通に課税される。また自動車関係の道路特定財源制度諸税については、宗教法人が公益・宗教事業用に自動車を所有する場合でも、自動車税や自動車重量税などの課税がなされる。また、固定資産税が一定条件下で減免されることもあるが、地方税法では固定資産税の減免対象になる事例が鉄道用地など他にも多く列挙されており、いかにも宗教法人であるゆえの特権のように論じるのは詭弁（チェリー・ピッキングの論法）に過ぎない。
なお、宗教法人を含む公益法人へも、国税庁の税務調査は普通に行われる。そして、所轄官庁や税務署へ財産目録などの法定書類を毎年確定申告する必要もあり、税務申告に問題があれば指導もなされる。したがって「宗教法人には一切課税がされない」ことはない。その証左として、宗教法人会計に特化、あるいは強い税理士事務所が複数存在する。
ただし、公益財団法人や公益社団法人等が運営する収益事業の税率と、宗教法人を含む広義の公益法人が運営する収益事業の税率との間に減額されていることなどから、宗教法人に対しても租税の公平性を確保するため、収益事業に対する税率の統一を求める声は多い。
宗教法人が公益法人として課税の優遇措置を受けていることを逆手に取り、宗教法人が運営する寺院の住職が宗教法人の収入を私的流用していたことが、税務調査で指摘された例がある。しかし、法人運営の主導的立場にある者が地位を悪用して財産を流用する不祥事は他種の法人でも生じることであり、上記の事例を宗教法人特有の問題としてあげることは失当である。

### 公称信者数の不確実性
前述の『宗教年鑑』には各宗教法人の信徒数も統計項目のひとつとして掲載されているが、文化庁やその他の所轄官庁は、憲法の保障する内心の自由に触れるため実数調査を行っておらず、あくまでも各法人が調査票に記載した自己申告の人数である。従って、公表されている数値を単純合計すると日本の総人口を優に超える値となる（菩提寺の檀信徒としてのみならず、地域の神社の氏子としても重複登録されている人が多いため）。しかしながら、既述の通り公的機関による統計資料は他に存在しないため、厳密な意味で正確な信者の人数、その中でも恒常的に活動に参加している者の数を確定することは事実上困難である。

### 個人情報の取り扱い
宗教法人は宗教活動の用に供する目的に限り、個人情報保護法第57条の規定により、個人情報取扱事業者の義務の適用除外となり、主務大臣から勧告や命令を受けることはない。そのため、信者・檀家等のプライバシーの尊重に十分配慮することが求められる。
また、宗教者としての業務によって得た情報に関する守秘義務は、捜索差押令状に対しても（対象者本人の承諾がある場合を除き）拒否権を認められている（刑事訴訟法第105条）こともあり、極めて厳重に履行されなければならない。

## 備考
銀行振込で使う略称は「シユウ」。

## 記号
Unicodeに宗教法人を表す「(宗)」を一文字にした記号は含まれていないが、丸囲み文字が含まれている。
| 記号 | Unicode | JIS X 0213 | 文字参照          | 名称                            |
| ---- | ------- | ---------- | ----------------- | ------------------------------- |
| ㊪   | U+32AA  | -          | &#x32AA; &#12970; | 丸宗 CIRCLED IDEOGRAPH RELIGION |